# Richard A. Brualdi

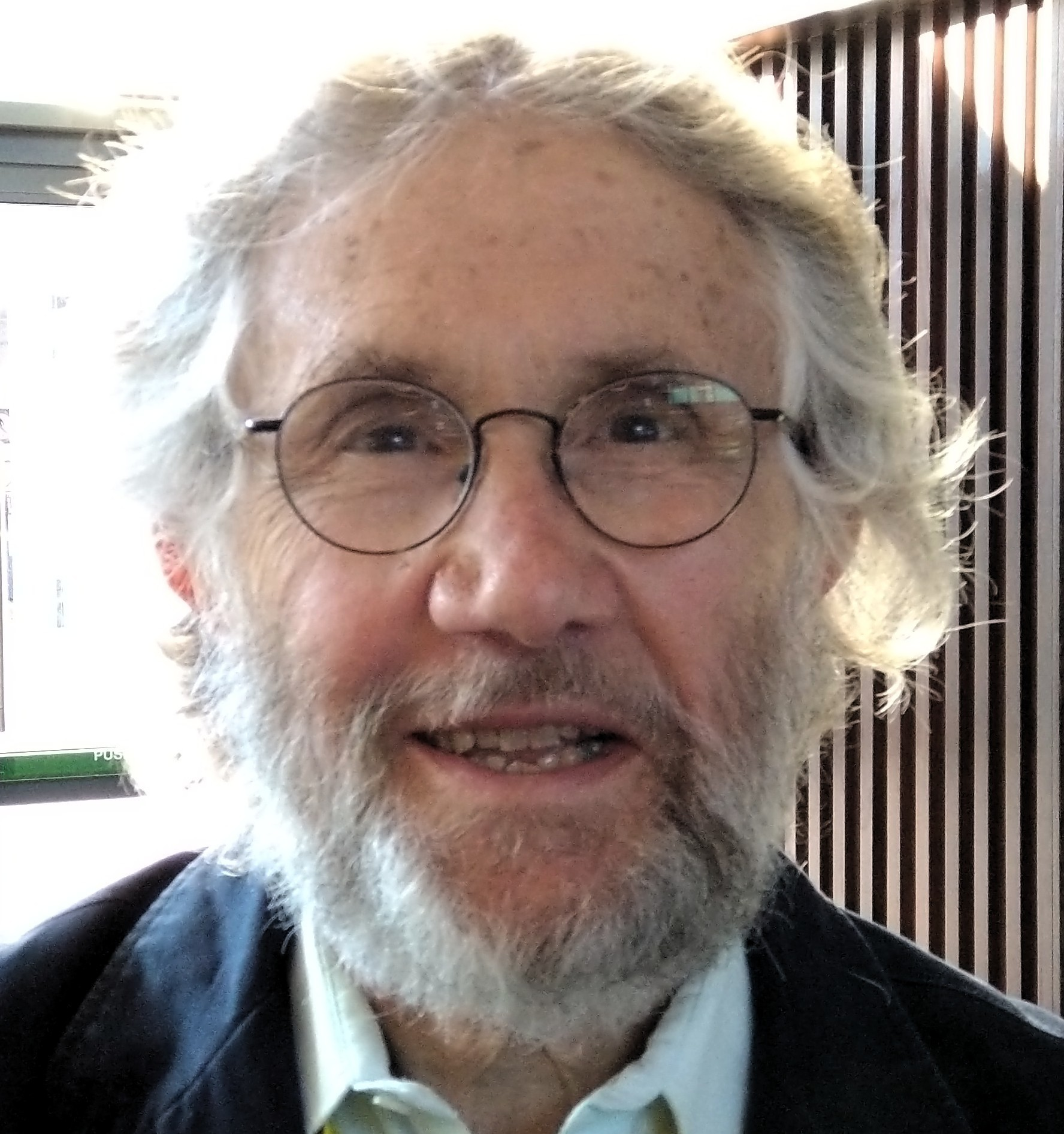
Richard A. Brualdi, 2022

Richard Anthony Brualdi (* 2. September 1939 in Derby, Connecticut) ist ein US-amerikanischer Mathematiker, der sich mit Kombinatorik, Graphentheorie, Linearer Algebra (Matrizentheorie) und Kodierungstheorie beschäftigt.
Brualdi studierte an der University of Connecticut (Bachelor-Abschluss 1960) und an der Syracuse University, wo er 1962 seinen Master-Abschluss machte und 1964 bei Herbert Ryser promoviert wurde (Combinatorial Aspects of the Direct Product of Matrices). Ab 1965 war er Assistant Professor an der University of Wisconsin–Madison, wo er 1973 eine volle Professur erhielt, ab 2004 Beckwith Bascom Professor of Combinatorial Mathematics war und 2008 emeritierte. 1974 war er Gastwissenschaftler an der Universität Budapest (als Research Fellow der National Academy of Sciences) und 1969/70 als NATO Fellow an der University of Sheffield.
2000 erhielt er die Euler-Medaille für sein Lebenswerk in der Kombinatorik. 2005 erhielt er den Hans-Schneider-Preis der ILAS. 1996 bis 2002 war er Präsident der International Linear Algebra Society (ILAS).
Brualdi ist Mit-Herausgeber des Electronic Journal of Combinatorics (seit 2001) und von Linear Algebra and its Applications (seit 1979). Er ist seit 1978 verheiratet und hat zwei Kinder.

## Schriften
- mit Herbert John Ryser: Combinatorial Matrix Theory, Cambridge 1991
- Introductory Combinatorics, Prentice Hall 1977, 5. Auflage 2008
- mit Vera Pless, W. Cary Huffman u. a. Handbook of coding theory, North Holland/Elsevier 1998
- mit Dragos Cvetkovic A Combinatorial Approach to Matrix Theory and Its Applications, CRC Press, Boca Raton, Florida, 2009.
- mit Bryan Shader: Matrices of sign-solvable linear systems, Cambridge Tracts in Mathematics, Band 116, 1995
- Combinatorial Matrix Classes, Cambridge University Press, Encyclopedia of Mathematics and its Applications, 2006
- The mutual beneficially relationship of Graphs and Matrices, CBMS Nr. 15, American Mathematical Society 2011